# Kazimierz Karabasz
Kazimierz Karabasz (Bydgoszcz, 1930. május 6. – Varsó, 2018. augusztus 11.) lengyel dokumentumfilmkészítő.

## Filmjei
- Jak co dzień (1955)
- Gdzie diabeł mówi dobranoc (1957)
- Ludzie z pustego obszaru (1957)
- Z Powiśla (1958)
- Dzień bez słonca (1959)
- Trochę inny świat (1959)
- Ludzie w drodze  (1960)
- Muzykanci (1960)
- Węzeł (1961)
- Pierwszy krok (1962)
- Tu gdzie żyjemy (1962)
- Jubileusz (1962)
- Ptaki (1963)
- W klubie (1963)
- Urodzeni w roku 1944 (1964)
- Na progu (1965)
- Rok Franka W. (1967)
- Sobota (1969)
- Przypis (1970)
- Zgodnie z rozkazem (1970)
- Sierpień – zapis kronikalny (1971)
- Przed... (1972)
- Krystyna M. (1973)
- Punkt widzenia (1974)
- Pryzmat (1976)
- Lato w Żabnie (1977)
- We Dwoje (1977)
- Przenikanie (1978)
- Dialog (1979)
- Wędrujący cień (1979)
- Próba materii (1981)
- Cień juz niedaleko (1985)
- Pamięć (1985)
- Widok z huty (1990)
- Na przykład / ulica Grzybowska 9 (1991)
- Okruchy (1994)
- Portret w kropli (1997)
- O świcie i przed zmierzchem (1999)
- W pierwszej fazie lotu (2001)
- Czas podwójny (2001)
- Spotkania (2004)
- Co w bagażu? (2008)